# دانی «بیزر» اسمیت
دانی «بیزر» اسمیت (انگلیسی: Donnie "Beezer" Smith؛ ‏ ۱۷ سپتامبر ۱۹۲۴ – ۸ ژوئیهٔ ۲۰۲۲) بازیگر خردسال اهل ایالات متحده آمریکا بود. او مابین سال‌های ۱۹۲۸ تا ۱۹۲۹ در فیلم‌های کوتاه گروه هنری دارودسته ما بازی می‌کرد.
اسمیت در زمان مرگش به همراه میلدرید کورنمن (۲۰۲۰–۱۹۲۵) بازیگر سابق دارودسته ما و گری واتسون (زادهٔ ۱۹۲۸) یکی از سه بازیگر شناخته‌شده و بازمانده از دوران سینمای صامت بود.